# Comté de Corson
Pour les articles homonymes, voir Corson.
Le comté de Corson est un comté situé dans l'État du Dakota du Sud, aux États-Unis. En 2010, sa population est de 4 050 habitants. Son siège est McIntosh.

## Histoire
Créé en 1909, le comté est nommé en l'honneur de Dighton Corson, juge à la Cour suprême de l'État.

## Villes du comté
- Cities :
  - McIntosh
  - McLaughlin

- Town :
  - Morristown

- Census-designated places :
  - Bullhead
  - Little Eagle

## Démographie
Selon l'American Community Survey, en 2010, 84,49 % de la population âgée de plus de 5 ans déclare parler l'anglais à la maison, 13,12 % déclare parler dakota, 1,31 % l'espagnol, 0,60 % l'allemand et 1,08 % une autre langue.
| 1910  | 1920  | 1930  | 1940  | 1950  | 1960  |
| ----- | ----- | ----- | ----- | ----- | ----- |
| 2 929 | 7 249 | 9 535 | 6 755 | 6 168 | 5 798 |

| 1970  | 1980  | 1990  | 2000  | 2010  | - |
| ----- | ----- | ----- | ----- | ----- | - |
| 4 994 | 5 196 | 4 195 | 4 181 | 4 050 | - |